# Leon Koc

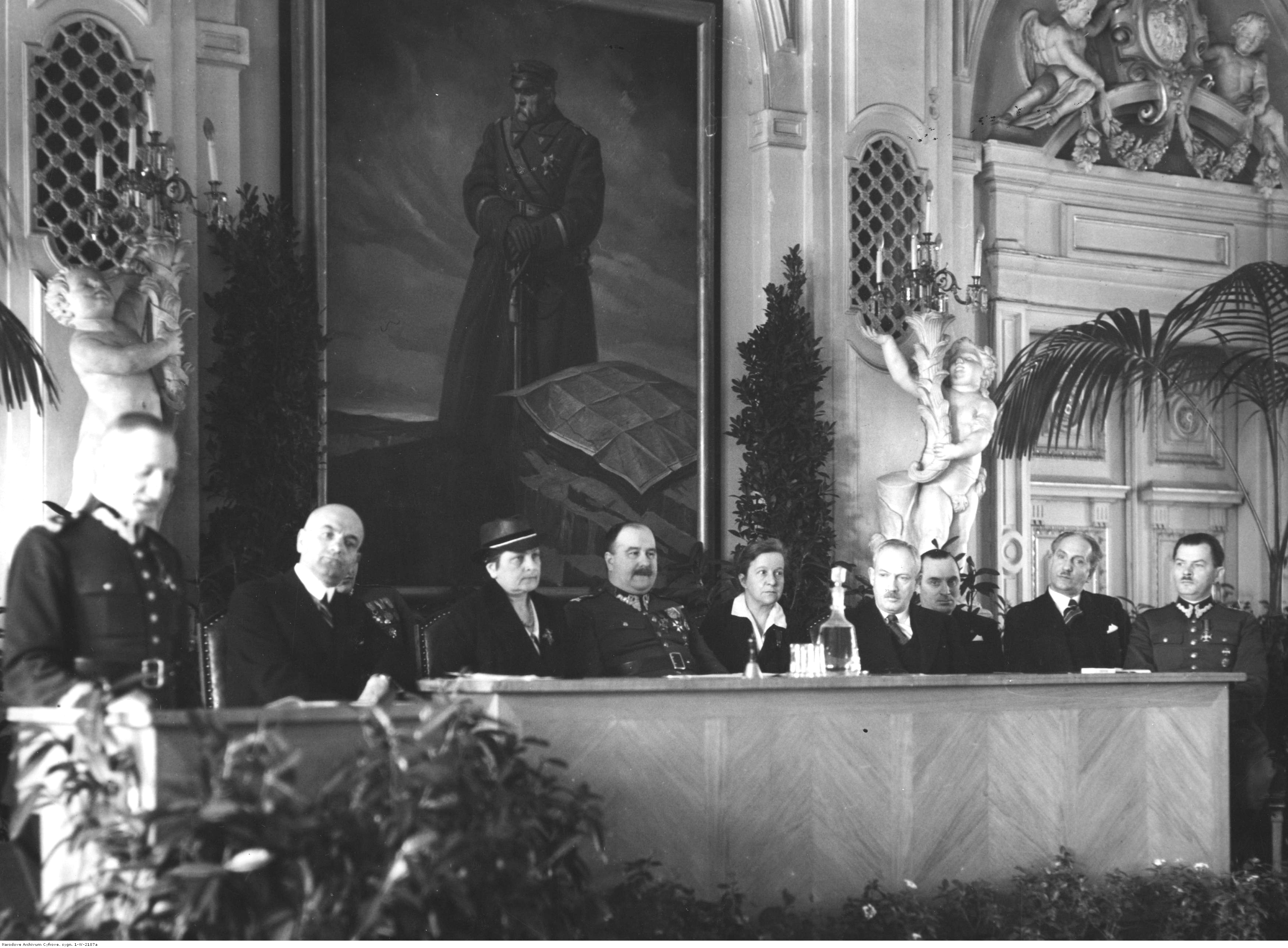
Prezydium kursu dla kierowników Wydziałów Wychowania Obywatelskiego Organizacji Przysposobienia Wojskowego – płk Leon Koc 4. z lewej; 5 kwietnia 1934.

Leon Wacław Koc (ur. 23 września 1892 w Suwałkach, zm. 24 września 1959 w Londynie) – pułkownik dyplomowany piechoty Wojska Polskiego, kawaler Orderu Virtuti Militari.

## Życiorys

### Młodość i działalność niepodległościowa
Jego dziadek Leon był burmistrzem Filipowa i Serej, a ojciec – Włodzimierz (1848–1925) nauczał języków starożytnych. Razem ze starszym bratem Adamem, późniejszym pułkownikiem dyplomowanym WP, uczęszczał do Gimnazjum Męskiego w Suwałkach. Jesienią 1905, w czasie rewolucji, był członkiem komitetu strajkowego gimnazjalistów. W styczniu następnego roku rozpoczął naukę w Polskiej Prywatnej Siedmioklasowej Szkole Handlowej w Suwałkach (obecnie Zespół Szkół nr 4).
W czasie I wojny światowej walczył w Legionach Polskich. Był oficerem 5 pułku piechoty Legionów. 17 lipca 1917, po kryzysie przysięgowym, w przebraniu szeregowego, został internowany ze swoimi żołnierzami w obozie w Szczypiornie.

### Służba w Wojsku Polskim
2 stycznia 1920 rozpoczął studia w Wojennej Szkole Sztabu Generalnego. W połowie kwietnia 1920 skierowany został na front celem odbycia praktyki sztabowej. W okresie od stycznia do września 1921 kontynuował naukę w W.S.Woj. Po ukończeniu nauki otrzymał tytuł oficera Sztabu Generalnego i przydział na stanowisko szefa sztabu 1 Dywizji Piechoty Legionów w Wilnie. Z dniem 1 czerwca 1924 odkomenderowany do 6 pułku piechoty Legionów na trzymiesięczną praktykę na stanowisku dowódcy I batalionu. Z dniem 10 listopada tego roku „powrócił na poprzednie miejsce przydziału” do Inspektoratu Armii Nr 1 w Wilnie z równoczesnym odkomenederowaniem do Dowództwa 1 DP Leg. na stanowisko szefa sztabu na okres 6 miesięcy.
W październiku 1926 został przydzielony do Dowództwa Obszaru Warownego „Wilno” na stanowisko szefa sztabu. W tym czasie pozostawał nadetatowym oficerem 1 pułku piechoty Legionów w Wilnie oraz na ewidencji kadry oficerów piechoty. W maju 1927 został przydzielony do Dowództwie Okręgu Korpusu Nr II w Lublinie na stanowisko szefa sztabu. Z dniem 1 grudnia 1930 roku został przeniesiony do 5 pułku piechoty Legionów na stanowisko zastępcy dowódcy pułku. W czerwcu 1931 przejął od płk. dypl. Adama Brzechwy-Ajdukiewicza dowództwo 66 Kaszubskiego pułku piechoty im. Marszałka Józefa Piłsudskiego w Chełmnie. W czerwcu 1935 stanął na czele Wojskowego Instytutu Naukowo-Oświatowego, usytuowanego w strukturze MSWojsk. na prawach departamentu. Na tym stanowisku odpowiadał za koordynowanie i merytoryczne kierowanie pracą oświatowo-wychowawczą w wojsku oraz promowanie problematyki wojskowej w środowisku cywilnym. Ponadto nadzorował działalność Centralnej Biblioteki Wojskowej i Głównej Księgarni Wojskowej, a także sprawował nadzór nad szkoleniem w korpusach kadetów. Równocześnie, do października 1938, pełnił funkcję redaktora „Bellony”.
Wybuch II wojny światowej zastał go na stanowisku pomocnika dowódcy OK Nr II w Lublinie. 13 września 1939 został dowódcą garnizonu Kowel. 18 września, dzień po agresji ZSRR, na polecenie gen. bryg. Mieczysława Smorawińskiego przeprowadził demobilizację nie uzbrojonych żołnierzy, zamieszkałych na wschód od Bugu. Z żołnierzy uzbrojonych sformował Grupę „Kowel” i tego samego dnia, wieczorem, na jej czele wymaszerował na południe, na Jezierzany, a z Jezierzan na południowy zachód, na m. Werba (12 km na północ od Włodzimierza Wołyńskiego). W m. Werba, gdzie stoczył potyczkę z Armią Czerwoną zmienił kierunek marszu na zachodni, na Zamość. Pod Uściługiem, Horodłem i Korytnicą przekroczył Bug. 24 września we wsi Grabowiec-Góra stoczył kolejną walkę z sowietami. Od 25 do 26 września dowodził walką z Niemcami pod Fajsławicami w województwie lubelskim, gdzie zginęło 7 żołnierzy polskich pochowanych na cmentarzu w Fajsławicach. Po wycofaniu się oddziału pułkownika Koca w stronę Pilaszkowic i Żółkiewki Niemcy powrócili do Fajsławic i spalili część tej miejscowości. Po dwóch dniach wkroczyły wojska sowieckie. Następnego dnia stanął w m. Pilaszkowice (8 km na północ od Żółkiewki). 27 września pomaszerował do rejonu Bychawa – Żółkiewchawa – Żółkiewkaka. Tu podporządkował się płk. dypl. Tadeuszowi Zieleniewskiemu, który objął dowództwo nad Grupami „Kowel” i „Chełm” oraz grupą płk Władysława Filipkowskiego i grupą kawalerii rtm. Franciszka Flataua, a także grupą piechoty ppłk. Czesława Czajkowskiego i batalionem saperów mjr. Wacława Plewaki. Następnego dnia ruszył na czele kolumny zachodniej wzdłuż rzeczki Sanna na Modliborzyce. Od godz. 12.00 do godz. 19.00 podległa grupa ppłk. Aleksandra Kiszkowskiego walczyła o Polichnę Górną z niemiecką 27 DP. Nie mogąc przełamać oporu nieprzyjaciela wycofał się na wschód, a następnego dnia przebił na wschód od Janowa do lasów na południe. W walce wzięto około 300 jeńców. 2 października w rejonie Domostawa – Momoty Górne złożył broń przed sowietami.
Od października 1939 do sierpnia 1941 przebywał w niewoli radzieckiej. Zwolniony po podpisaniu układu Sikorski-Majski i ogłoszeniu amnestii.
15 września 1941 objął dowództwo nad Ośrodkiem Zapasowym Armii Polskiej w ZSRR w miejsce płk. dypl. Janusza Gaładyka, który odwołany został z tego stanowiska przez gen. Władysława Andersa za „sprzyjanie” oficerom Armii Czerwonej. Po rozpoczęciu organizacji 7 Dywizji Piechoty objął dowództwo 19 pułku piechoty. Następnie został dowódcą Ośrodka Organizacyjnego Armii, który pod koniec marca 1942, w czasie ewakuacji z m. Guzar w Uzbekistanie do Iraku przemianowany został na 11 Dywizję Piechoty. W marcu 1944 pełnił służbę na stanowisku komendanta rejonu etapów i podlegał dowódcy Jednostek Terytorialnych w Palestynie, Syrii, Iraku, płk. dypl. Bolesławowi Ostrowskiemu.

## Awanse
- podporucznik – 1 listopada 1916 (170. lokata na liście starszeństwa oficerów Legionów Polskich z dnia 12 kwietnia 1917)
- porucznik –
- kapitan –
- major – starszeństwo z dniem 1 czerwca 1919
- podpułkownik – 1 stycznia 1927
- pułkownik – 1 stycznia 1934

## Ordery i odznaczenia
- Krzyż Srebrny Orderu Wojskowego Virtuti Militari[9] nr 6587 – 17 maja 1922[10][11]
- Krzyż Niepodległości z Mieczami – 12 marca 1931[12][13]
- Krzyż Oficerski Orderu Odrodzenia Polski – 10 listopada 1928[14][13]
- Krzyż Walecznych – czterokrotnie[9]: po raz 1 i 2 w 1922[15]
- Złoty Krzyż Zasługi – 16 marca 1928[16][17]